# سوفی استوارت
سوفی استوارت (انگلیسی: Sophie Stewart؛ ‏ ۵ مارس ۱۹۰۸ – ۶ ژوئن ۱۹۷۷) بازیگر اهل بریتانیا بود.
از فیلم‌هایی که وی در آن نقش داشته‌است، می‌توان به پسرم، پسرم!، ساخت بهشت، حادثه یانگ‌تسه، هر طور شما دوست دارید اشاره کرد.